# Geranomyia unifilosa
Geranomyia unifilosa är en tvåvingeart som först beskrevs av Alexander 1934.  Geranomyia unifilosa ingår i släktet Geranomyia och familjen småharkrankar.
Artens utbredningsområde är Taiwan. Inga underarter finns listade i Catalogue of Life.